# Chanson polyphonique néerlandaise

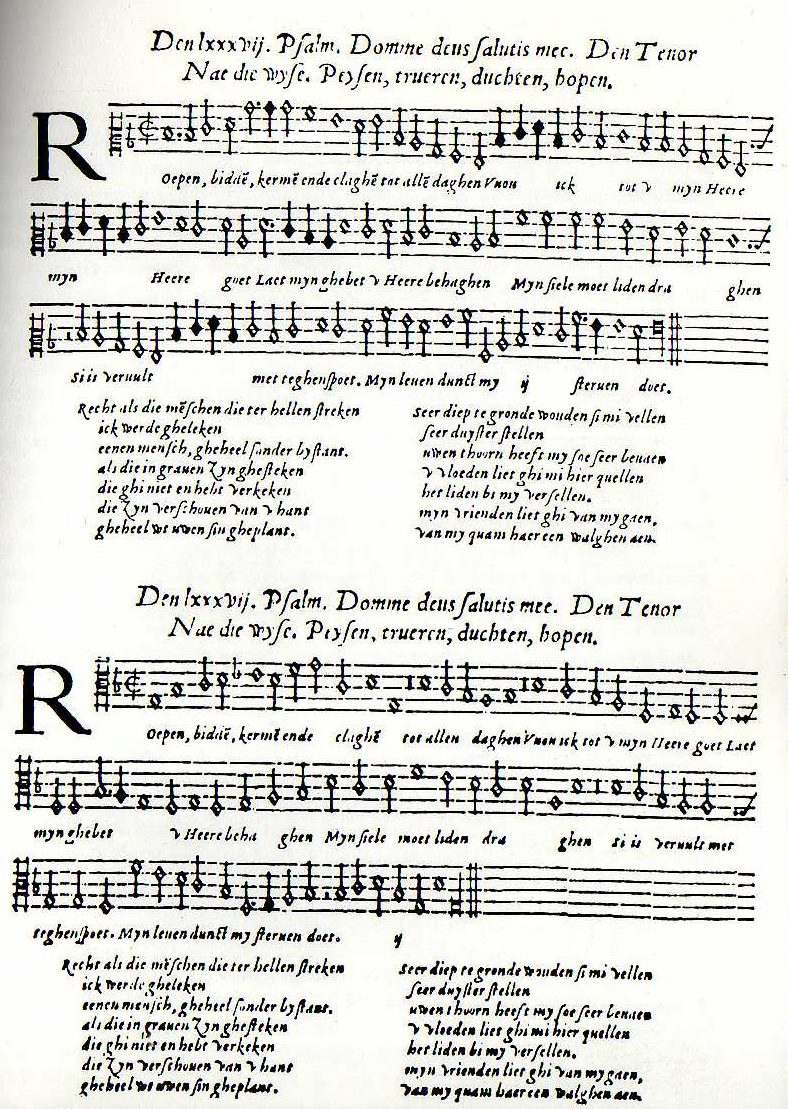
Deux parties du psaume néerlandais Roepen, bidden, kermen ende claghen, extrait des Souterliedekens de Jacob Clemens non Papa, publiées en 1556-1557 chez Tielman Susato.

Les chansons polyphoniques néerlandaises (c'est-à-dire les chansons profanes ou spirituelles composées sur un texte néerlandais) appartiennent au répertoire des compositeurs de l'école franco-flamande, allant de la fin du XIVe siècle au début du XVIIe siècle.

## Introduction
La chanson polyphonique néerlandaise, comme la chanson polyphonique française, est constituée de deux sous-répertoires. D'une part le répertoire spirituel, riche d’environ 450 Souterliedekens composés par Jacob Clemens non Papa, Gerardus Mes ou Cornelis Boscoop notamment, qui ont fait l'objet de plusieurs éditions au XVIe siècle. D'autre part le répertoire profane, riche d'environ 490 chansons polyphoniques qui courent du XVe au XVIe siècle. Ces deux sous-répertoires ont en commun la nécessaire adaptation du rythme de la musique aux mètres de la langue néerlandaise.
Dans ce répertoire, on n'inclura pas les quelque 250 cantiones natalitiæ dues à des compositeurs tels Guilielmus Messaus ou Guilielmus Borremans), ni les chansons françaises composées par des compositeurs flamands du XVIe siècle tels Joannes de Latre, Clemens non Papa ou Lupus Hellinck, ni les chansons néerlandaises ou frisonnes du XVIIe siècle, dues à Cornelis de Leeuw, Jacob Vredeman ou Dirk Janszoon Sweelinck.

## Sources

### Sources italiennes

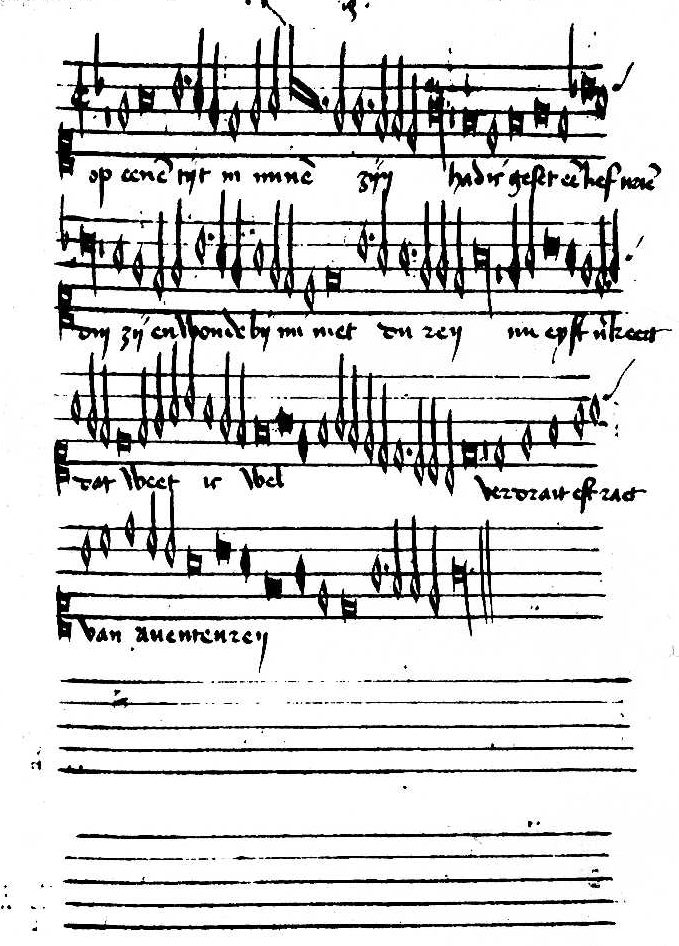
Détail de la chanson néerlandaise à 3 voix Op eenen tijd in minen zijn, extraite d'un manuscrit italien du XV, attribuée à Johannes Pullois.

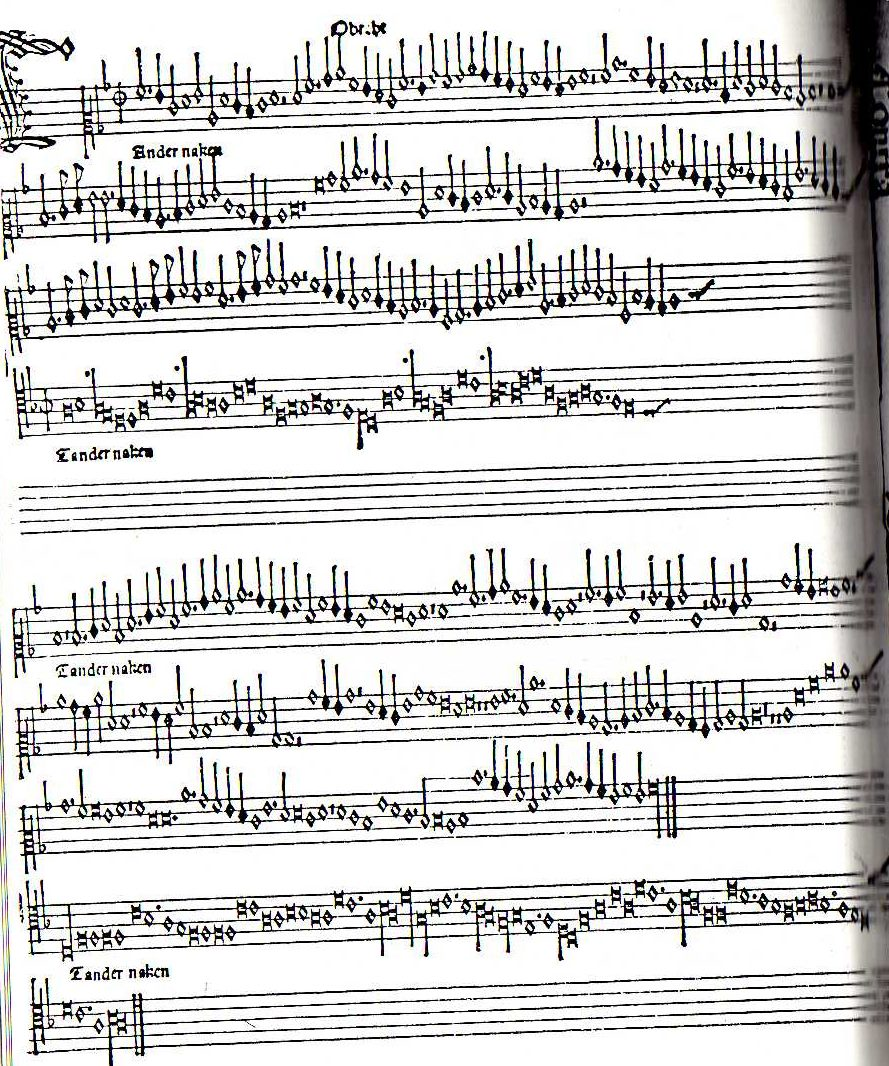
Fragment de la chanson Tandernaken mise en musique par Jacob Obrecht, publiée dans l' (Harmonice Musices Odhecaton par Ottaviano Petrucci (Venise, 1501).

Pour le XVIe siècle, on conserve curieusement plus de chansons polyphoniques néerlandaises connues par des sources étrangères que de chansons transmises par des sources néerlandaises. En effet, des compositions ont pu voyager des Pays-Bas vers l'Italie et vers l'Allemagne, mais aussi en sens inverse ; dès lors, elles ressortent plus à ce qu'on peut appeler le répertoire international.
Dès 1475 environ, plusieurs chanteurs et compositeurs de langues française et néerlandaise, originaires des Anciens Pays-Bas, ont émigré vers les cours italiennes et les cités-États de Naples, Florence et Ferrare, où ils ont rencontré les joueurs d'instruments à vent allemands, réputés habiles, qui ont ajouté à ce répertoire des harmonisations de compositions françaises et, dans une moindre mesure, néerlandaises. C'est sous cette forme instrumentale que ces compositions ont été introduites en Allemagne ou ailleurs. Une grande collection de pièces de Jacob Obrecht et d'autres compositeurs a probablement fait le voyage de Ferrare par Naples vers la Castille et l'Aragon, où Johannes de Wreede [Juan de Urrede] ou un autre chanteur originaire du Nord les a copiées dans le chansonnier de Ségovie. Les premiers livres de musique imprimés par Ottaviano Petrucci à Fossombrone et à Venise témoignent de la vitalité de ce répertoire instrumental en Italie. L'engouement pour ce répertoire a pris fin vers 1520. À partir de ce moment-là, une bonne part de ce répertoire instrumental a été incorporée au répertoire allemand.

### Sources allemandes
Dans les pays germanophones, la situation était assez compliquée. Dès le début du XVe siècle, des œuvres vocales sur des paroles néerlandaises ont été importées dans ces pays. Elles ont circulé non seulement avec les textes originaux, parfois plus ou moins germanisés, mais aussi dans des versions instrumentales. Dans un premier temps, les pièces provenant du répertoire italien ont été introduites par les instrumentistes allemands qui, venant des cours italiennes, rentraient dans leur pays et, plus tard, par les instrumentistes à vent italiens employés dans les cours allemandes. Ces pièces ont incité les compositeurs allemands à composer de nouvelles œuvres, tant vocales qu'instrumentales, mais des compositions allemandes ont aussi été importées aux Pays-Bas où elles circulaient dans des traductions néerlandaises. Les origines des pièces vocales peuvent ainsi être retracées selon la méthode suivante :
- si une composition est transmise dans des versions avec paroles néerlandaises et allemandes qui ont visiblement été traduites d'une langue à l'autre, alors la composition originale était en allemand ;
- si une composition est uniquement transmise (par des sources d'origine néerlandaise ou allemande) dans des versions avec paroles néerlandaises, alors que les compositions connexes ont des paroles allemandes, alors la composition originale était en néerlandais et les nouvelles harmonisations connexes ont reçu des textes traduits en allemand ;
- si les compositions concordantes ou connexes sont transmises avec des textes qui n'ont aucun rapport entre eux, sauf pour ce qui concerne la première ligne (l’incipit), alors le texte non néerlandais est, selon toute vraisemblance, un nouveau texte conçu pour une version instrumentale[3].

### Le répertoire international
De l'étude des chansons polyphoniques des XVe et XVIe siècles ressort un répertoire véritablement international, fait de compositions représentées essentiellement dans des sources italiennes, allemandes, et néerlandaises. Certaines de ces chansons étaient extrêmement populaires. Ainsi, dans le répertoire italien, on trouve huit mises en musique de O Venus bant et, dans le répertoire allemand, onze mises en musique de Een vraulic wesen, alors que dans les Pays-Bas circulaient au moins huit mises en musique de Mijns liefkens bruun ooghen. Les compositeurs qui rassemblent le plus grand nombre d'attributions dans ce répertoire dit international sont Alexander Agricola (10), Heinrich Isaac (7), Jacob Obrecht (7), Matthaeus Pipelare (4) et Pierre de la Rue (3).

### Sources provenant des Anciens Pays-Bas

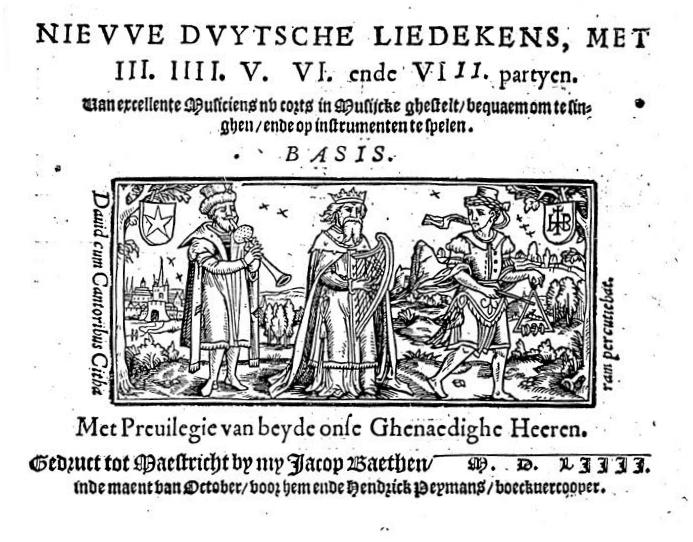
Recueil de chansons néerlandaises, publié à Maastricht en 1554 chez Jacob Baethen.

Dans la vie musicale des Anciens Pays-Bas, le français était la langue dominante employée dans le répertoire des chansons profanes. On observe par exemple que jusqu'en 1550 environ, les chansons néerlandaises ne représentaient qu'entre 15 et 30 % des œuvres figurant dans les livres de musique de la cour néerlandophone de La Haye (vers 1400) et dans celles des grandes villes (en particulier Anvers, Bruges et Bois-le-Duc), et entre 5 et 10 % des œuvres figurant dans les sources de la cour de francophone de Bourgogne et des Habsbourg à Bruxelles et à Malines. Après 1550, la proportion des chansons néerlandaises diminue encore par rapport à celle des chansons françaises pour, finalement, céder la place aux chansons italiennes, portées par l'essor du madrigal. L'histoire des chansons néerlandaises, et en particulier celle des relations entre les compositeurs et les poètes de ces chansons, peut être subdivisée en trois grandes périodes historiques :
- 1400-1475 : la liquidation de la cour de La Haye par les Bourguignons en 1433 avait pour conséquence la disparition du plus important centre de culture néerlandaise, celle-ci devant désormais se retrancher dans les villes, principalement dans celles de Flandre, du Brabant et de Hollande.
- 1475-1550 : l'éclosion de l'humanisme aux Pays-Bas a provoqué un nouvel intérêt pour la langue vernaculaire néerlandaise, d'où est ressortie une compétition de la langue néerlandaise avec les langues française et italienne. Ainsi, le grand humaniste Rudolph Agricola (1444-1485) était organiste à la cour de Ferrare pendant ses études à l'université locale, et il était connu pour ses compositions patria lingua (c'est-à-dire écrites dans sa langue maternelle) ; il était un ami proche du compositeur anversois Jacques Barbireau (1455/1456-1491), à qui il demande, dans une de ses lettres latines, de nouvelles chansons pour le ravir dans sa nouvelle résidence, Heidelberg. En 1551, Tielman Susato a publié les deux premiers volumes de sa série des musijck boexkens ; il explique dans la préface du premier livre que son projet ambitionne de hisser les compositions néerlandaises au même niveau de diffusion internationale que les autres.
- 1550-1600 : la révolution dans la société néerlandaise, qui devait conduire à la Guerre de Quatre-Vingts Ans et au partage des Pays-Bas entre les Provinces-Unies (septentrionalex et protestantes) et les Pays-Bas méridionaux (catholiques et gouvernés pour le compte des branches espagnole et autrichienne de la maison de Habsbourg), a induit une révolution dans la poésie et dans la musique. Toutefois, aux Provinces-Unies, où le centre de la culture néerlandaise avait progressivement été transféré, les chanteurs disparaissaient des principales églises des villes, où ils avaient longtemps constitué le centre de la vie musicale. En attendant, la renaissance de la littérature avait enfanté une poésie florissante qui, de l'avis de poètes célèbres tels comme Pieter Corneliszoon Hooft et Constantin Huygens, pouvait rivaliser avec ce qu'il y avait de mieux en poésie française et italienne. Toutefois, cette confiance dans ce sursaut poétique est venue trop tard pour engendrer un renouvellement du mariage entre poésie néerlandaise et musique, celle-ci étant désormais essnetiellement écrite sur des vers italiens ou français. Les Hollandsche madrigalen publiés à Leyde en 1603 par Cornelis Schuyt ont marqué la fin d'une tradition remontant au moins à la fin du XIVe siècle[5].

## La relation entre la musique et les paroles

### Les genres littéraires

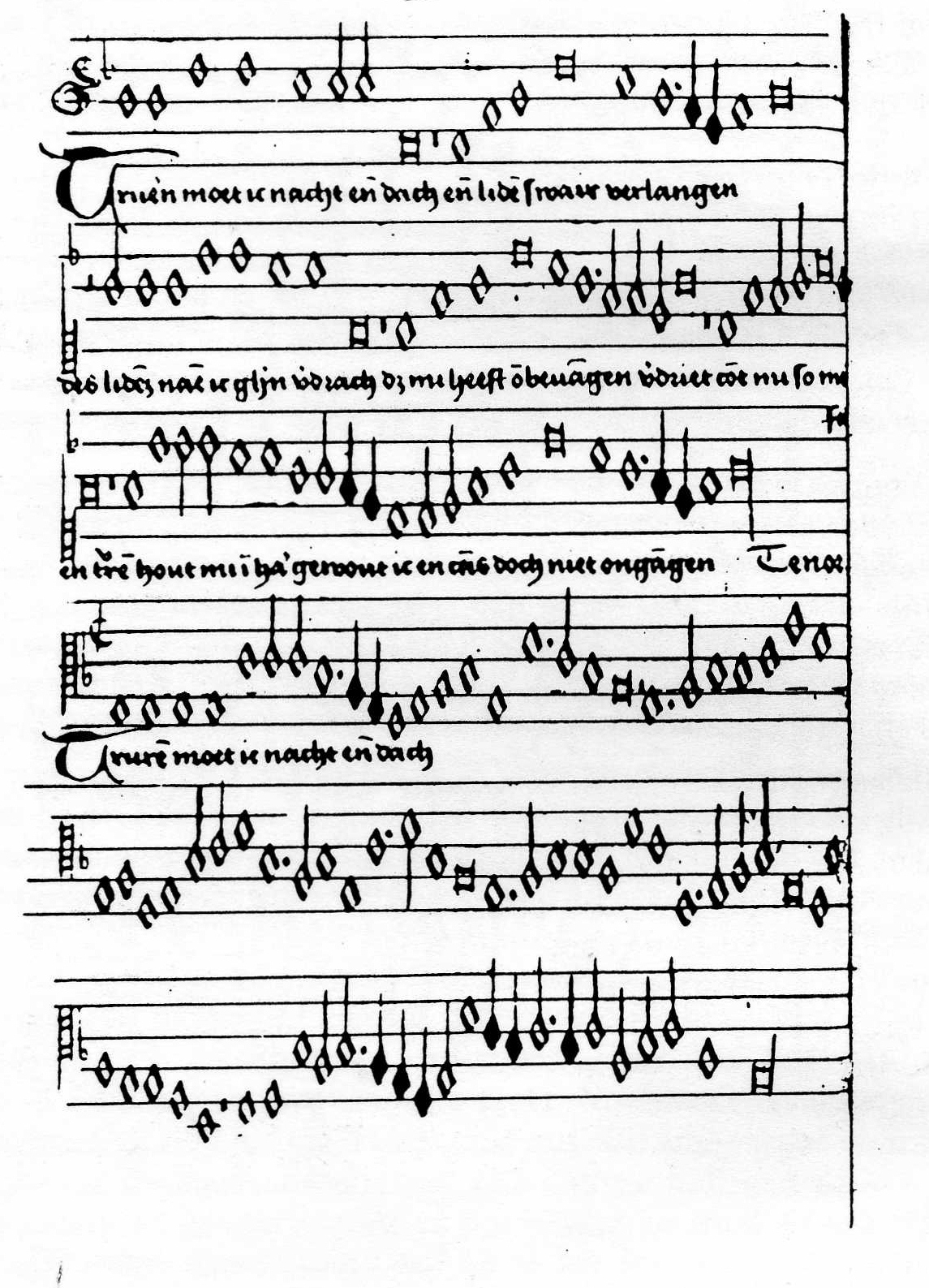
Une partie de la chanson néerlandaise Truren moet ic, du manuscrit Koning (Bruxelles BR : Ms. II 270).

Les genres littéraires auxquels se rapportent les chansons polyphoniques sont étroitement liés à ceux de la poésie parlée qui émane des chambres de rhétorique, dans la partie néerlandophone des Anciens Pays-Bas. On distingue notamment les in 't amoureus (des poèmes de l'amour courtois, in' t sot (des poèmes humoristiques ou moqueurs et des poèmes moralisateurs sur les vanités du monde, et in 't vroed (genre grave, le plus souvent des poèmes religieux). Jusqu'au milieu du XVIe siècle, les chansons polyphoniques relèvent surtout des deux premiers genres. Cette dichotomie du répertoire fut appliquée par Tielman Susato dans ses deux premiers livres de musique en néerlandais (1551), où les compositions sont classées selon les modes dorien, phrygien, lydien et myxolydien. Dans le premier livre, chaque groupe de chansons commence par une chanson typiquement amoureuse et, dans le second, avec une chanson sotte (ou folle) ; de plus, des chansons « amoureuses » ou « sottes » figurent aussi au début, au milieu et à la fin de chaque livre. Après 1550, le nombre des chansons spirituelles et appartenant à la catégorie « grave » a rapidement augmenté jusqu'à atteindre une position équivalant aux autres genres cités ci-dessus.
Les textes amoureux (« amour secret ») peuvent être subdivisés en deux catégories :
- des monologues de l'amant(e), dans trois situations : seul(e), parlant à sa bien-aimée ou à son bien-aimé, ou à d'autres, avec des personnifications comme Vénus ou la Fortune ;
- des discours sur l'essence de l'amour.

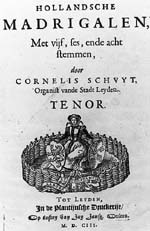
Hollandsche madrigalen, collection de madrigaux néerlandais de Cornelis Schuyt, publiée en 1603.

Les textes sots (« miroir des vanités ») peuvent être subdivisés en trois catégories :
- des appels, par exemple à être joyeux ou à cueillir des fleurs le premier mai, et des admonestations adressées à des meiskens (« filles de mauvaises mœurs ») et des ghilden (« prodigues ») ;
- des autoportraits de meiskens et de ghilden, et des dialogues « sots » entre amoureux ;
- des histoires burlesques.

Le troisième genre de poésie parlée, in 't Vroede, n'avait initialement pas d'homologues polyphoniques, ces sujets étant traditionnellement traités dans les motets latins. Pendant la Réforme, lorsque la lecture de la Bible en langue vernaculaire néerlandaise fut largement promue, les chansons spirituelles se sont fait jour, allant même jusqu'à citer des extraits de la bible en néerlandais. La collation des textes de chansons avec des passages de diverses traductions de la Bible a révélé que la plupart des compositeurs doivent avoir utilisé la traduction semi-officielle de Vorsterman au lieu de la traduction luthérienne de Liesvelt. 
Les chansons de circonstance devenaient extrêmement rares au XVIe siècle jusqu'à ce qu'elles connaissent un renouveau allant de pair avec celui de la renaissance littéraire, telle qu'illustrée par les Hollandsche madrigalen de Cornelis Schuyt de 1603.

### Rapports entre les répertoires monodique et polyphonique

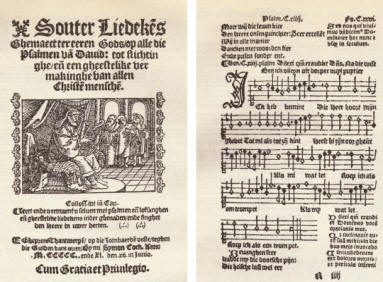
Page de titre et une page des Souterliedekens (Anvers, 1540).

Il en est de la chanson polyphonique néerlandaise comme de la chanson française ou de la chanson allemande : la forme polyphonique est la forme la plus élaborée d'autres formes plus simples : texte sans musique ou avec seulement une mention de timbre, ou texte avec une seule voix notée (musique monodique, pour superius ou tenor en général). Environ un quart des chansons polyphoniques sont aussi connues sous cette forme monodique, dans des éditions moins coûteuses. Par exemple, les célèbres Souterliedekens (1540, le premier psautier rimé en néerlandais sur des mélodies de chansons profanes) ont fait l'objet de plusieurs éditions successives, avec une notation musicale monodique plus ou moins modernisée.

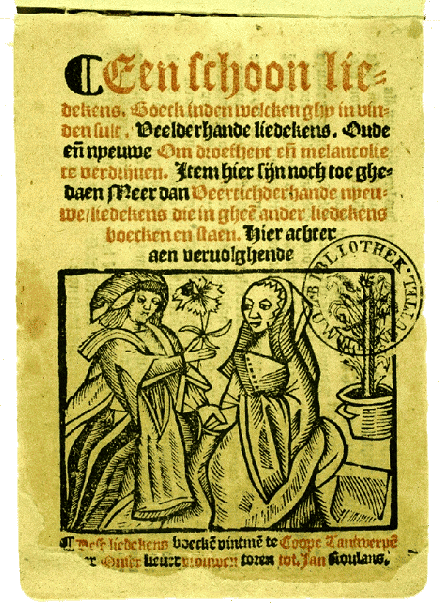
Page de titre du Antwerps liedboek (1544).

Un examen statistique des concordances entre les mélodies des versions monodiques et les versions polyphoniques révèle que la tradition orale a sans doute été dominante, même si des sources avec mélodie notée étaient disponibles. Un exemple éloquent est la corrélation entre les 217 textes du chansonnier d'Anvers, connu sous le nom d' Antwerps liedboek, et leurs parallèles dans les sources musicales. Il y a 80 correspondances avec des versions polyphoniques, dont 40 appartiennent aux mêmes chansons. Un échange de mélodies entre les deux répertoires a donc pu avoir lieu, dans les deux sens : de nombreuses versions monodiques ont pu été tirées de parties compositions polyphoniques.

## Compositeurs de chansons néerlandaises

### Fin duXIVesiècle
Martinus Fabri - Hugo Boy Monachus

### XVesiècle
Thomas Fabri - Simon le Breton - Johannes Pullois - Antoine Busnois - Johannes Martini - Nicolaes Craen - Rudolph Agricola - Gaspar van Weerbeke - Alexandre Agricola - Heinrich Isaac - Johannes Ghiselin - Jacques Barbireau - Jacobus Barle - Matthaeus Pipelare - Jean Japart - Jacob Obrecht.

### XVIesiècle

#### 1500-1550
Pierre de La Rue - Benedictus Appenzeller - Nicolas Liégeois - Hieronymus Vinders - Carolus Souliaert - Lupus Hellinck.

#### 1550-1600
Joannes de Latre - Antoine Barbe - Jacob Clemens non Papa - Tielman Susato - Josquin Baston - Joannes Zacheus - Pierken Jordain - Ludovicus Episcopius - Gerardus van Turnhout - Jan van Wintelroy - Servaes van der Meulen - Séverin Cornet - Theodor Evertz - Franciscus Florius - Gheerkin de Hondt - Gerardus Mes - Cornelis Boscoop - Jacob Regnart - Noé Faignient - Emanuel Adriaenssen - Jan Belle - Jan-Jacob van Turnhout - Jan Verdonck - Jacobus Flori - Jan Tollius - David Janszoon Padbrué - Cornelis Schuyt - Jacob Vredeman.

## Principales sources imprimées des chansons néerlandaises
Cette liste contient les principaux recueils du XVIe siècle comprenant des chansons néerlandaises, dont certains sont exclusivement consacrés à ce répertoire.
- Ottaviano Petrucci :
  - Harmonice Musices Odhecaton A (1501, Venise)
  - Canti B numero cinquanta (1502, Venise)
  - Canti C numero cento cinquanta (1504, Venise)
- Christian Egenolff :
  - Lieder zu 3 & 4 Stimmen, (1535, Francfort-sur-le-Main)
- Imprimeur non identifié :
  - Liederen met vier partijen (vers 1535-1540), Kampen ou Anvers).
- Tielman Susato :
  - Het ierste musijck boexken mit vier partijen (1551, Anvers)
  - Het tweetste musijck boexken mit vier partijen (1551, Anvers)
  - Souterliedekens. Het IV [-VII] musyck boexken de Jacob Clemens non Papa, (1556-1557, Anvers)
  - Souterliedekens V-VIII... musieck boucken no.VIII-XI de Gerardus Mes (1561, Anvers)
- Jacob Baethen :
  - Dat ierste boeck vanden nieuwe Duytsche liedekens (1554, Maastricht)
- Johannes Oridryus et Albertus Buysius :
  - Cantionum musicarum quae divertis vocibus diversoque idiomate gallica et teutonico omnibus instrumentis musicis attemperatae sunt, liber unus nunc primum in lucem editus, de Joannes de Latre (1563, Düsseldorf)
  - Psalmen Dauid, Vyfftich, mit vier partyen, seer suet ende lustich om singen ende speelen op verscheiden instrumenten, de Cornelis Boscoop (1568, Düsseldorf)
- Pierre Phalèse :
  - Een Duijtsch musijck boeck (1572, Louvain)
  - Modulorum aliquot tam sacrorum quam prophanorum cum tribus vocibus [...], liber unus, de Jacobus Flori, (1573, Louvain)
  - Pratum musicum longe amoenissimum, d’Emanuel Adriaenssen (1584, Anvers).

## Quelques éditions modernes
- Tielman Susato (ed.), Musyck Boexken,  books 1 et 2 : Dutch songs for four voices. Ed. Timothy McTaggart. Madison, A-R Editions, 1997.

## Discographie

### Anthologies de chansons néerlandaises
- Baroque flamand au siècle de Rubens. Renaissance en Flandre du temps de Breughel, Ensemble Alarius / Quatuor vocal de Bruxelles, Alpha DB 129 (disque microsillon), 1967.
- The Most Beautiful Madrigals - Les Plus Beaux Madrigaux - Die schönsten Madrigale, Collegium Vocale, Cologne, dirigé par Wolfgang Fromme, CBS Masterworks 79 333 (3 disques microsillons) - CBS Odyssey M2K 45622 (2 CD), 1980.
- Songs and Dances from Flanders, Capella Sancti Michaelis / Currende Consort, dirigé par Erik Van Nevel, Eufoda 1163, 1993.
- Het studentenleven anno 1570, Capilla Flamenca, Eufoda 1071 (disque microsillon), début des années 1990.
- Pacxken van Minnen - Middeleeuwse muziek uit de Nederlanden, Camerata Trajectina, Globe 6016, 1992.
- Musica aldersoetste Konst, Polyphonic songs from the Low Countries, Huelgas Ensemble, dirigé par Paul Van Nevel, Klara "Maestro Music Productions" 013, (1985) 2000.
- Liedekens rond de Zotte Schilders, différents interprètes, Klara / "Vliegend Peert", 2003-1.

### Autour du répertoire des chansons néerlandaises
- Renaissance-Polyfonie in Brugge. The Songbook of Zeghere van Male, Capilla Flamenca (ensemble), Eufoda 1155, 1993 (?) (le chansonnier de Zeghere van Male)
- Souterliedekens Clemens non Papa / Gherardus Mes, Camerata Trajectina, Globe 6020, 1993 (les Souterliedekens de Jacob Clemens non Papa et de Gerardus Mes)
- Maastrichts Liedboek, Camerata Trajectina, Globe 6046, 1999 (recueil de chansons de Maastricht)
- Susato: Het Ierste En Tweetste Musyck Boexken, Egidius Kwartet & Consort / Oltremontano, NM Classics 92123 (2 CD), 2002 (les deux premiers livres de chansons néerlandaises de Tielman Susato)
- Obrecht: De wereldlijke werken, Camerata Trajectina / La Caccia / Brisk, Globe 6059, 2005 (les œuvres profanes complètes de Jacob Obrecht)
- The Songbook of Hieronymus Lauweryn van Watervliet (ca. 1505), Egidius Kwartet & Consort, Etcetera KTC 1314 (2 CD), 2007 (le chansonnier de Jérôme Laurin, seigneur de Watervliet)
- Christmas songs from the Koning Manuscript, Ensemble Aventure, dirigé par Ita Hijmans, Challenge Records "Fineline" 72412, 2007 (chants de Noël du manuscrit Koning)
- Adieu, naturlic leven mijn, Ensemble Aventure, dirigé par Ita Hijmans, Challenge Records "Fineline" 72411, 2008 (chansons du manuscrit Koning)
- Dutch! Ars nova songs in Dutch, Fortuna, Aliud APCD BE 004-2, 2013 (chansons dans le style de l'Ars nova)